# Эйхманис, Юрис
Юрис Эйхманис (латыш. Juris Eihmanis, Латвийская ССР, СССР) — командующий Национальными вооруженными силами Латвии (25.06.1998 — 10.12.1998). Полковник земессардзе. Экс-командующий земессардзе. Командир 14 батальона земессардзе. С 1977 по 1991 год работал инженером в Биохимическом научно исследовательском институте.

## Критика
- Скандал с квартирой в центре Риги[5][6][7]

## Награды
- Командор ордена Трёх звёзд (8 ноября 1995 года)[8]
- Командор ордена Заслуг (1 июля 1998 года, Норвегия)[9]